# Wassili Wassiljewitsch Koslow
Wassili Wassiljewitsch Koslow (russisch Василий Васильевич Козлов; * 30. Märzjul. / 11. April 1887greg. im Dorf Wladykino, Gouvernement Saratow; † 5. Juni 1940 in Leningrad) war ein russisch-sowjetischer Bildhauer und Hochschullehrer.

## Leben
Koslow stammte aus einer kinderreichen Bauernfamilie. 1898 kam er mit der Familie nach St. Petersburg. 1900 wurde er in die Zeichenschule und die Kunstwerkstatt der Kaiserlichen Gesellschaft zur Förderung der Künste aufgenommen. Nach dem Abschluss 1906 als Stuckateur und bestandener Zulassungsprüfung studierte er als Gasthörer an der Kaiserlichen Akademie der Künste bis 1912 ohne Abschluss.
An der Akademie hatte Koslow den Bildhauer Leopold-August Dietrich (1877–1954) kennengelernt, mit dem er Masken und Reliefs für Hausfassaden und größere Werke anfertigte. 1910–1911 schufen sie den Fries zur Aufklärung der Kiewer Rus mit 300 lebensgroßen Figuren am Kiewer Pädagogischen Museum.
Nach der Oktoberrevolution wurde Koslow 1919 Vorsitzender des Komitees der Bildhauer Petrograds. 1919–1925 war er Mitarbeiter der Abteilung für Schutz und Restaurierung der Kunst- und Altertumsdenkmäler der Petrograder Verwaltung. Er schuf dann Lenin-Denkmäler für 40 Städte der UdSSR, darunter 5 Denkmäler in Leningrad. 1931 besuchte Wilhelm Pieck Koslows Atelier in Leningrad.
1934 wurde Koslow Professor am Leningrader Repin-Institut für Malerei, Bildhauerei und Architektur (LISchSA) (bis 1918 Kaiserliche Akademie der Künste, dann WChUTEMAS, WChUTEIN).
Koslow war zweimal verheiratet und bekam jeweils eine Tochter. Die nach der Trennung mittellose erste Frau und Tochter wurden von Leopold-August Dietrich unterstützt.
Koslow starb am 5. Juni 1940 in Leningrad und wurde auf dem Wolkowo-Friedhof an den Literatenbrücken begraben.

## Werke (Auswahl)

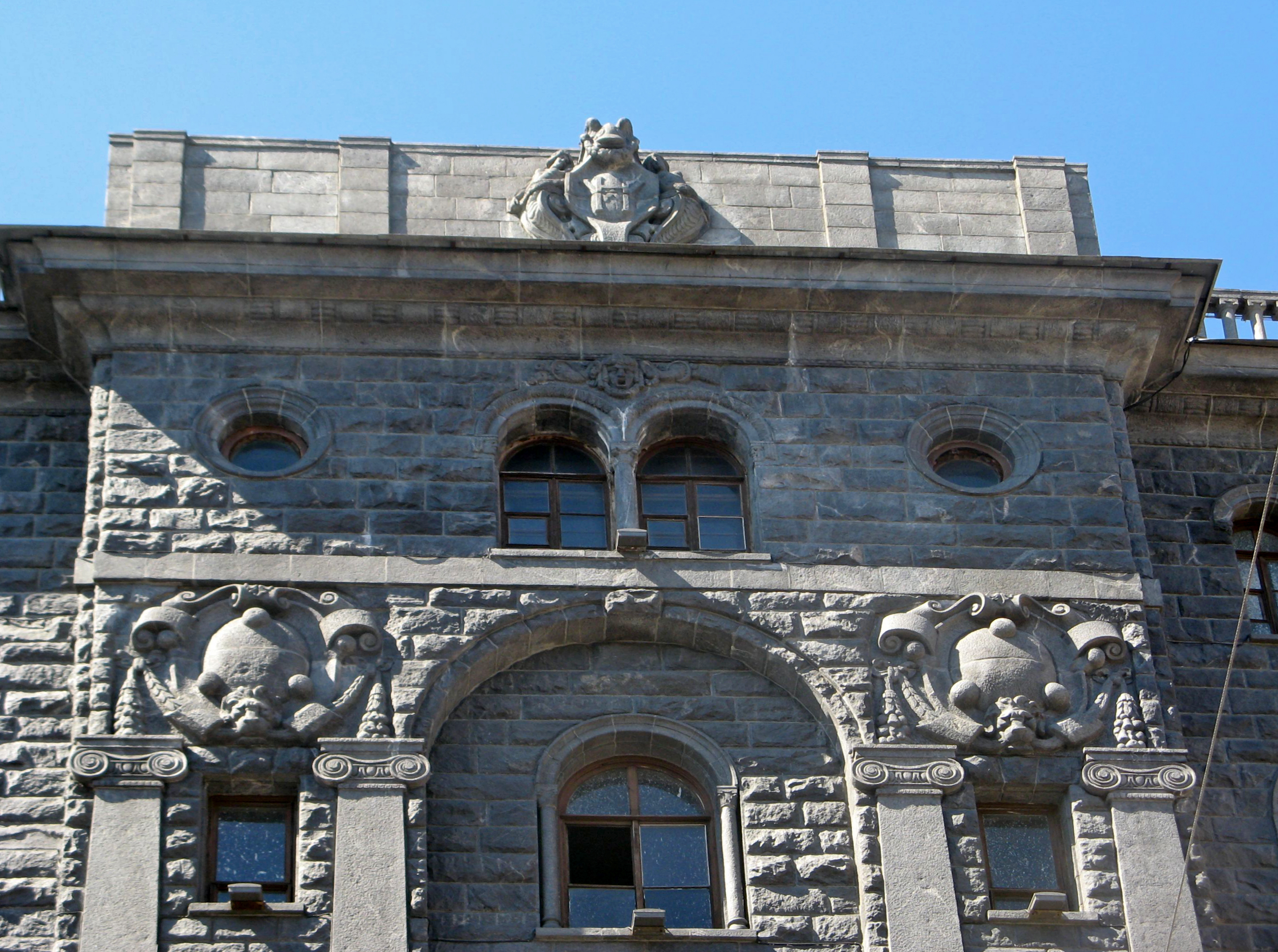
Wawelberg-Bank-Fassade (1911–1912 mit Dietrich, Architekt M. M. Peretjatkowitsch), Newski-Prospekt 7–9, St. Petersburg
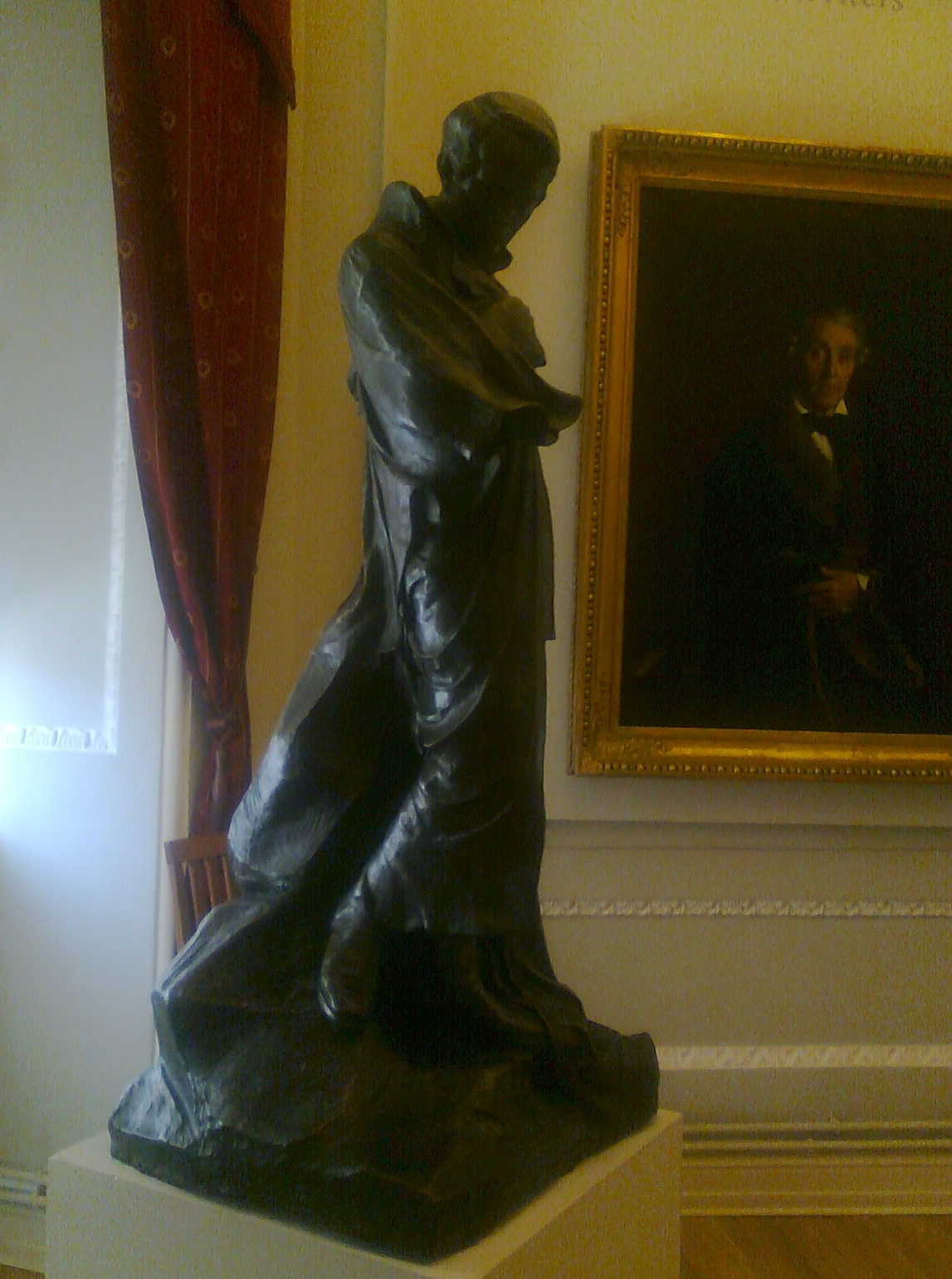
Statue für Lermontow-Denkmal (1912 mit Dietrich, 1. Preis im Wettbewerb für das Projekt, das nicht realisiert wurde), Michaelsburg, St. Petersburg
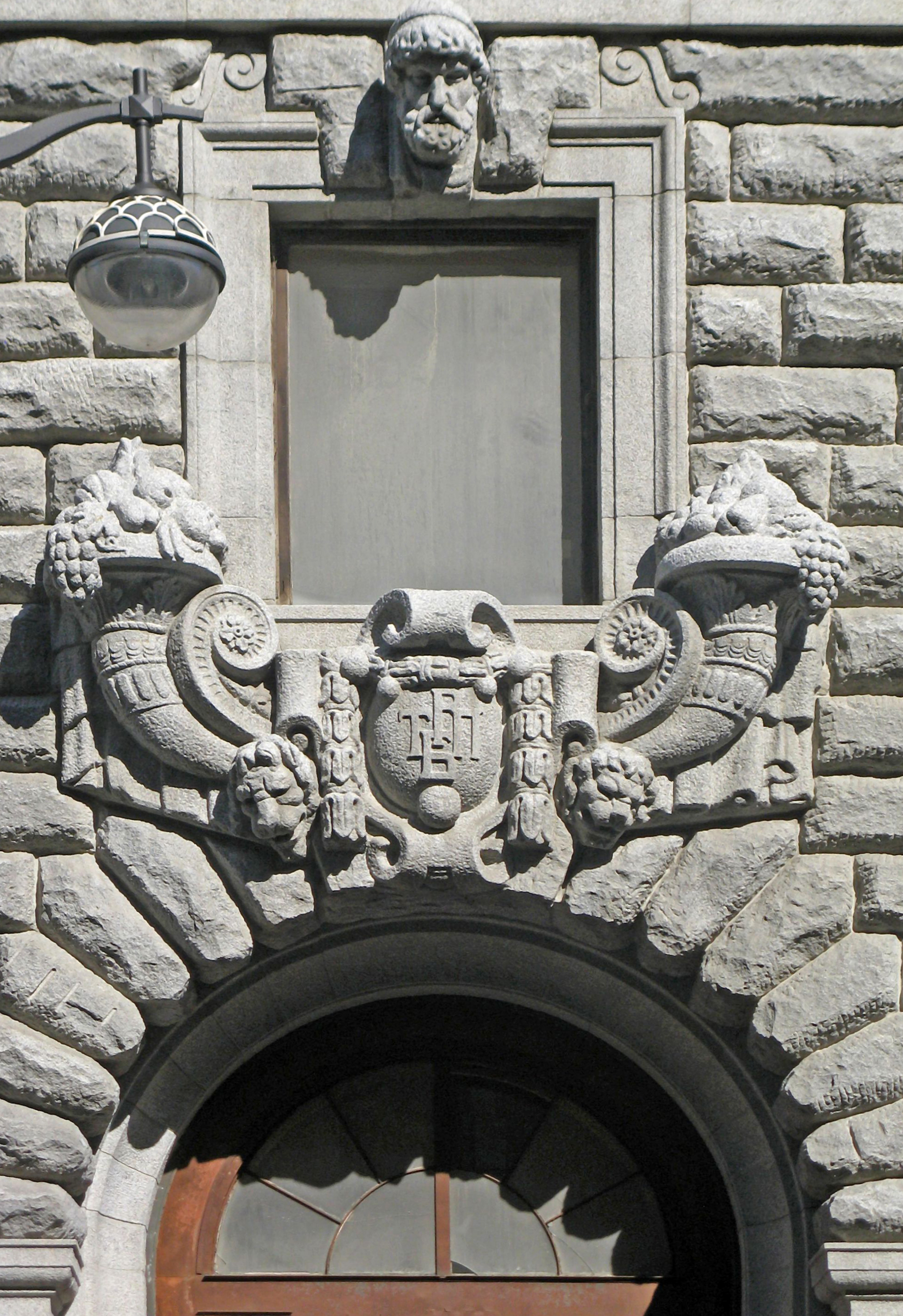
Gebäude der Russischen Handels- und Industriebank (1912–1914 mit Dietrich, Peretjatkowitsch), Bolschaja Morskaja Uliza 15, St. Petersburg
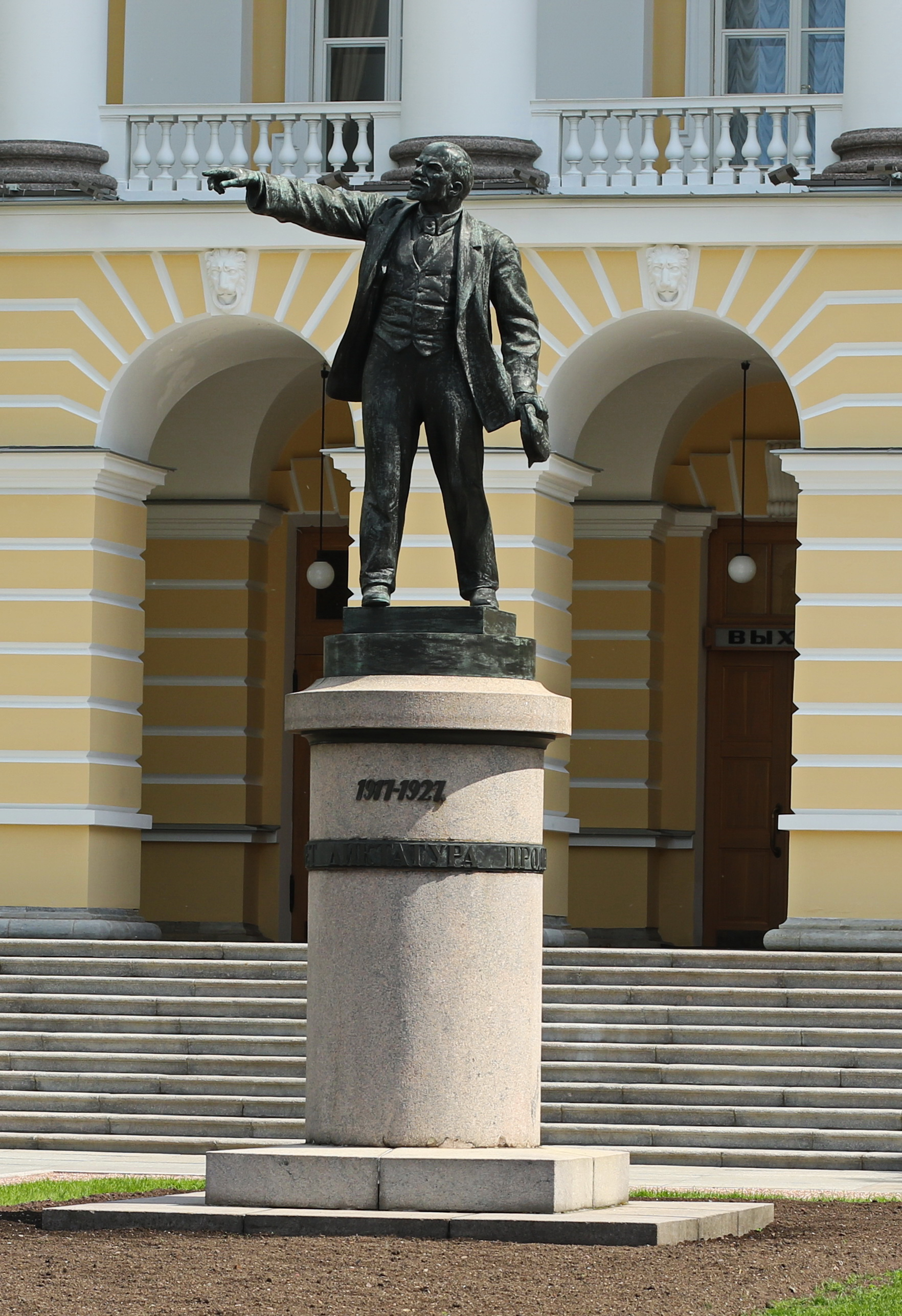
Lenin-Denkmal vor dem Smolny-Institut (1924–1927 mit Architekten W. G. Helfreich, W. A. Schtschuko), St. Petersburg
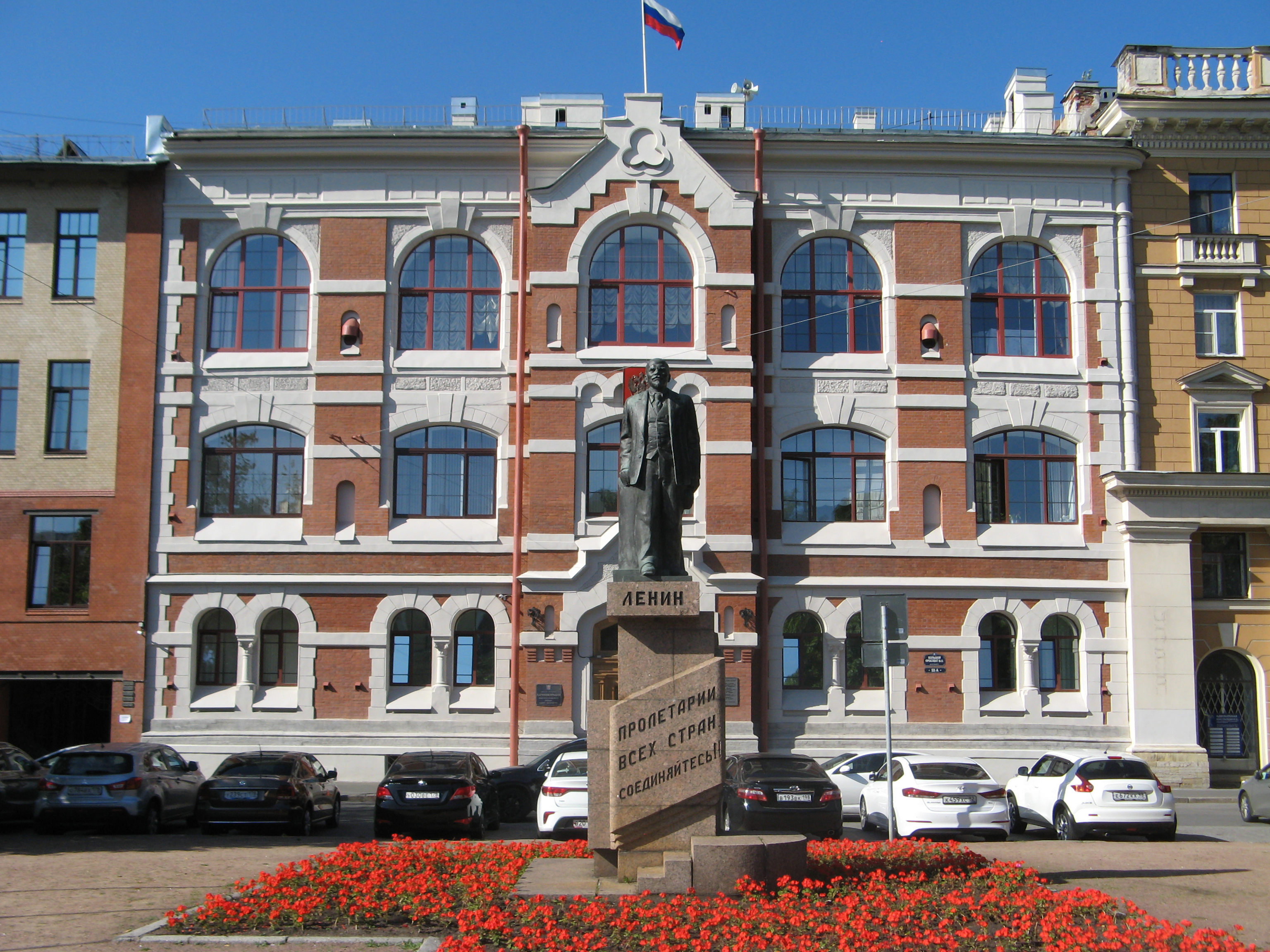
Lenin-Denkmal (1930), Bolschoi Prospekt der Wassiljewski-Insel 55, St. Petersburg